# TV UOL
La TV UOL fue la primera estación con el programa de la televisión brasileña transmitido exclusivamente a través de Internet. El sitio es parte de la Universe Online, y tuvo su primera emisión en 1997, utilizando el formato VDOLive - Actualmente, el formato utilizado en las transmisiones es Adobe Flash. 
Además de la emisora, en la actualidad la TVUOL es también un portal de videos, lo que permite a los usuarios enviar sus vídeos para la página * MaisUol (A MaisUol todavía está en beta, pero el envío de vídeos, fotos y otros contenidos multimedia ya está permitido), y también permite intercambio de vídeos en blogs, sitios web, etc por el código de inserción del vídeo (que está por debajo del vídeo, simplemente copiar), y actualmente es el cuarto más grande en el mundo con más de 1 millón de videos. 
La programación de la estación se distribuye en 20 canales, separadas por programa de género, en su más visto de la demanda. Además de los programas propios, la TV UOL también retransmite Bandnews en tiempo real y canales BandSports, afiliados a Rede Bandeirantes y eventos esporádicos en poder de Folha de S.Paulo.

## Limitaciones
Usuarios sin royalties: 
30 minutos por vídeo 
1 GB de tamaño máximo 
Los vídeos se convierten a 360p 
Miembros Premium: 
No hay tiempo límite 
Sin límite de tamaño 
Videos máximo en Full HD